# ماشاوا
ماشاوا (به انگلیسی: mashava) (سابقاً به عنوان ماشابا (به انگلیسی: Mashaba) نیز شناخته می‌شود) یک روستای معدنی در استان ماسوینگو است، که در کشور زیمبابوه واقع شده‌است و 40 کیلومتر از شهر ماسوینگو فاصله دارد. آزبست از گذشته تا به امروز در این روستای کوچک از معادن استخراج می‌شدند. در این روستا ۳ معدن وجود دارد: معدن Gath، معدن King و معدن Temeraire.

## مردم
اکثر مردم محلی متعلق به قوم کارانگا شونا هستند. بر اساس سرشماری سال ۱۹۹۲، این شهر معدنی دارای ۱۵٬۵۰۷ نفر جمعیت است.

## نام
اسم ماشاوا از اصطلاح محلی "کارانگایی" - "Makomo Mashava" می‌آید که به معنای "کوهستان‌های قرمز" است. درحالی که، امروز پر استفاده‌ترین جایگزین آن "mavhu mashava" است، که به معنای "خاک قرمز" است- اکثر کسانی که در این روستا و اطراف آن زندگی می‌کنند هنوز از این نام بلند برای آن استفاده می‌کنند.

## دانشگاه
با بازگشایی دانشگاه، بسیاری از کارگران از شرکت های بی ثمر خود فرار کردند تا فرصت های شغلی دانشگاه را بدست آورند. اکثر تکنسین های واجد شرایط ترجیح دادند در دانشگاه یک کار عمومی و دور از حرفه شان انجام دهند. شایعات منتشر شده مبنی بر آن است که سرمایه گذاران در حال پرتاب تیرهای خود به سمت شرکت هستند اما گمانه زنی های اخیر (ژانویه 2014) حاکی از آن است که چون این شرکت به کارگران بدهکار است، املاک مسکونی خود را به آنها میدهد. مناطق مسکونی با جمعیت کم - Westonlee ، Eastvale ، Temeraire هستند و (جمعیت کم و زیاد) ، King (جمعیت کم و زیاد) و Gaths (جمعیت کم و زیاد) است.